# Лејк Медина Шорс (Тексас)
Лејк Медина Шорс (енгл. Lake Medina Shores) насељено је место без административног статуса у америчкој савезној држави Тексас.

## Демографија
По попису из 2010. године број становника је 1.235.
| Група             | 2000.    | 2010.       |
| Белци             | 0 (0,0%) | 918 (74,3%) |
| Афроамериканци    | 0 (0,0%) | 5 (0,4%)    |
| Азијати           | 0 (0,0%) | 3 (0,2%)    |
| Хиспаноамериканци | 0 (0,0%) | 275 (22,3%) |
| Укупно            | 0        | 1.235       |